# مجله روابط عمومی آسیا و اقیانوسیه
مجله روابط عمومی آسیا و اقیانوسیه (انگلیسی: Asia Pacific Public Relations Journal) یک مجله علمی دسترسی آزاد و داوری همتا است که با حمایت مالی مؤسسه روابط عمومی استرالیا و به صورت دو بار در سال توسط دانشگاه دیکن استرالیا منتشر می‌شود که به پوشش روابط عمومی می‌پردازد. سردبیر ارشد آن مارک شیهان از دانشگاه دیکن است. مجله در سال ۱۹۹۹ تأسیس شد.